# VCDIFF
VCDIFF ist ein Datenformat und ein Algorithmus zur Delta-Kodierung und wird in RFC 3284 beschrieben. Der Algorithmus basiert auf der Arbeit Data Compression Using Long Common Strings aus dem Jahr 1999 von Jon Bentley und Douglas McIlroy. VCDIFF ist eines der Delta-Kodierungs-Formate in Delta encoding in HTTP (RFC 3229) und wird in Googles Shared-Dictionary-Compression-Over-HTTP-Technologie im Chrome-Browser verwendet.

## Delta-Anweisungen
VCDIFF verwendet drei Delta-Anweisungen: ADD, COPY und RUN. ADD fügt eine neue Sequenz hinzu, COPY verwendet eine vorhergehende Sequenz und RUN fügt sich wiederholende Datenbereiche hinzu.

## Implementierungen
Implementierungen als freie Software sind Xdelta (version 3) und open-vcdiff.
- Googles Vorschlag für Shared Dictionary Compression Over HTTP wurde im Chrome-Browser implementiert.
- Xdelta: Ein Open-Source-Werkzeug mit einer Implementierung des VCDIFF-Delta-Komprimierungs-Algorithmus.
- open-vcdiff: Eine weitere Open-Source-Implementierung des Delta-Komprimierungs-Algorithmus.[4]
- vczip: Teil der vcodex- und ast-open-Pakete (ebenso in UWIN enthalten).[5]
- diffable: Java-Implementierung mit zusätzlichen Erweiterungen.[6]
- jvcdiff: Vollständige Kodierer-/Dekodierer-Implementierung in Java.[7]
- j-vcdiff: Eine weitere Java-Implementierung von VCDIFF.[8]
- Miscellaneous Utility Library: C#-Implementierung, nur Dekodieren.[9]
- CyanDelta: Verwendung von Xdelta3-Patches für CyanogenMod-ROM-Updates.[10]